# 皇家莎士比亞劇團
皇家莎士比亞劇團（英語：Royal Shakespeare Company；簡稱RSC）是英國最具有影響力的劇團之一，也是目前世界上規模最大、組織最健全、經費最足、演出水準最高的職業劇團之一。該劇團在莎劇演出的歷史及權威性，也是舉世公認的。
該劇團的主要演出地點在莎士比亞的出生地——埃文河畔斯特拉特福（Stratford-upon-Avon），並常在倫敦演出。劇團在史特拉福管理三個劇院：皇家莎士比亞劇場（Royal Shakespeare Theatre）、天鵝劇院（Swan Theatre）和「另一處」（The Other Place）。

## 歷史沿革
劇團成立於1961年，但它的前身“莎士比亞紀念劇院”（Shakespeare Memorial Theatre），卻有一百多年的悠久歷史。紀念劇院成立於1875年，在1925年獲得皇家特許狀（Royal Charter），又在1961年承女王伊丽莎白二世之命更名為“皇家莎士比亞劇院”。劇團雖以搬演莎劇聞名，卻也演過不少其他古典及現代名劇。

## 外部連結
- 官方网站
- Royal Shakespeare Company at Google Cultural Institute （页面存档备份，存于）
- . Shakespeare Birthplace Trust.   [2023-07-23]. （原始内容存档于2023-07-14）.